# Siecie-Wierzchocino
Siecie-Wierzchocino – zlikwidowana stacja kolejowa w Sieciu w województwie pomorskim, w Polsce. Przez stację przechodziły trzy linie kolejowe zarówno normalnotorowe jak i wąskotorowe.